# The Puppini Sisters
The Puppini Sisters je vokální trio, zpívající v těsné harmonii ve stylu 40. let.
Členkami jsou Italka Marcella Puppini a Angličanky Stephanie O'Brien a Kate Mullins. Ačkoliv nejsou příbuzné, vybraly si jméno na počest The Andrews Sisters. Setkaly se při studiu hudby na Trinity College of Music. Jsou doprovázeny tříčlennou skupinou v obsazení Blake Wilner – kytara, Pat Levett – bicí a Henrik Jensen – kontrabas. Skupinu založila v roce 2004 Marcella Puppini.

## Alba
- Betcha Bottom Dollar (2006 U.K.)
  1. „Sisters“
  2. „Mr. Sandman“
  3. „Boogie Woogie Bugle Boy“
  4. „Java Jive“
  5. „Bei Mir Bist Du Shon“
  6. „Wuthering Heights“
  7. „Jeepers Creepers“
  8. „I Will Survive“
  9. „Tu Vuo Fa L'Americano“ (Recitative)
  10. „Tu Vuo Fa L'Americano“
  11. „Falling in Love Again“
  12. „Heart of Glass“
  13. „Sway“
  14. „Danie“
  15. „Heebie Jeebies“
  16. „In the Mood“

- The Rise and Fall of Ruby Woo (2007 U.K.)
  1. „Spooky“
  2. „Walk Like An Egyptian“
  3. „Old Cape Cod“
  4. „Soho Nights“
  5. „I Can't Believe I'm Not A Millionaire“
  6. „It Don't Mean A Thing If It Ain't Got That Swing“
  7. „Could It Be Magic“
  8. „Jilted“
  9. „Don't Sit Under The Apple Tree“
  10. „Crazy In Love“
  11. „It's Not Over (Death or the Toy Piano)“
  12. „And She Sang“
  13. „We Have All The Time In The World“